# Río Gudillos
El río Gudillos, también denominado arroyo, es un curso de agua en España. Se encuentra situado en la provincia de Segovia, en la parte central del país. Tributario del río Moros, está en su mayoría dentro del parque natural Sierra Norte de Guadarrama.
Recibe las aguas, en su margen izquierda, del arroyo del Cuervo, de la Fuente Oscura, de la Gasca, Mayor y de la Gargantilla.

## Recorrido

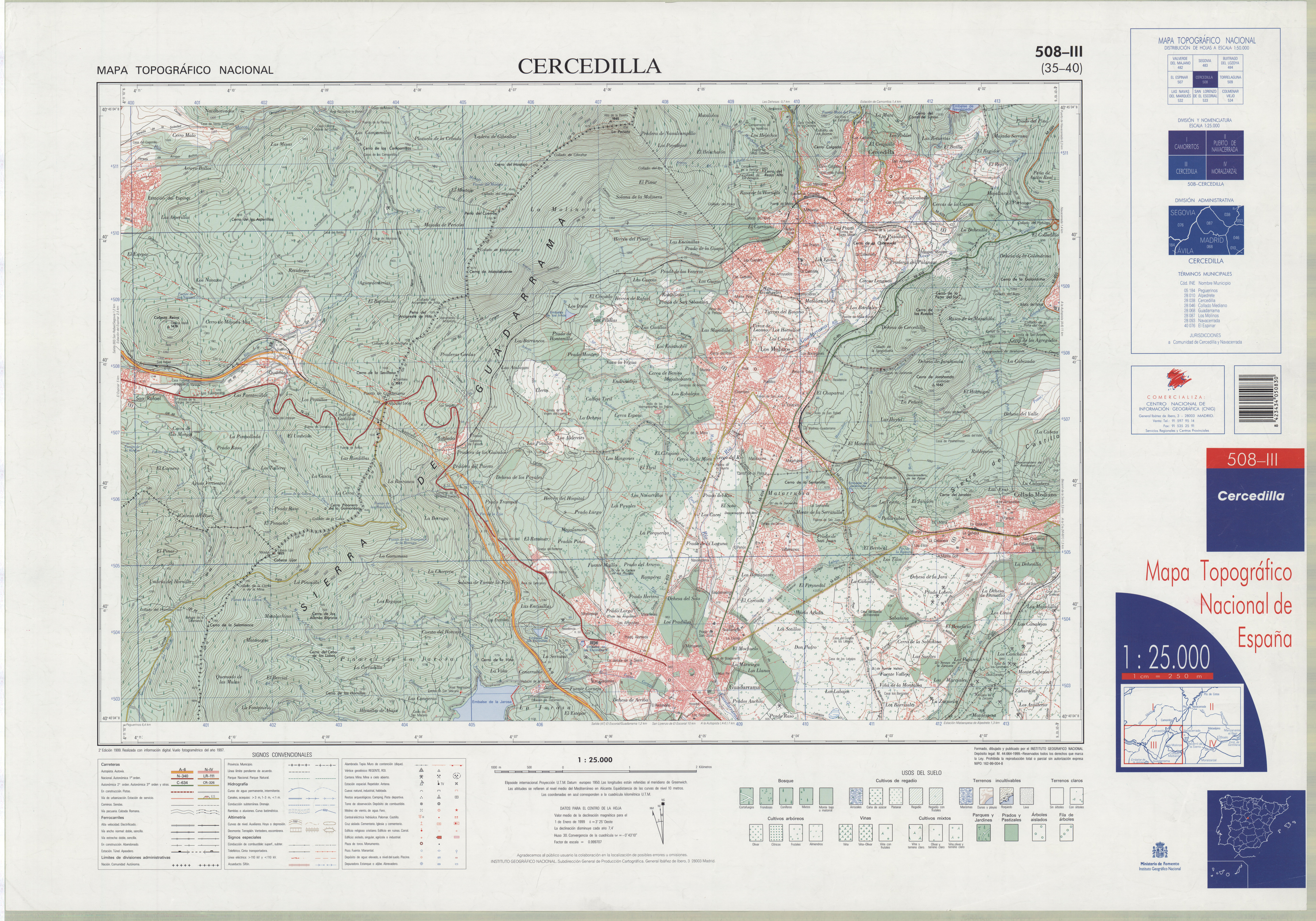
Fragmento 0508c3 del Mapa Topográfico Nacional de España del año 1999 en el que se representa la parte alta del curso de agua

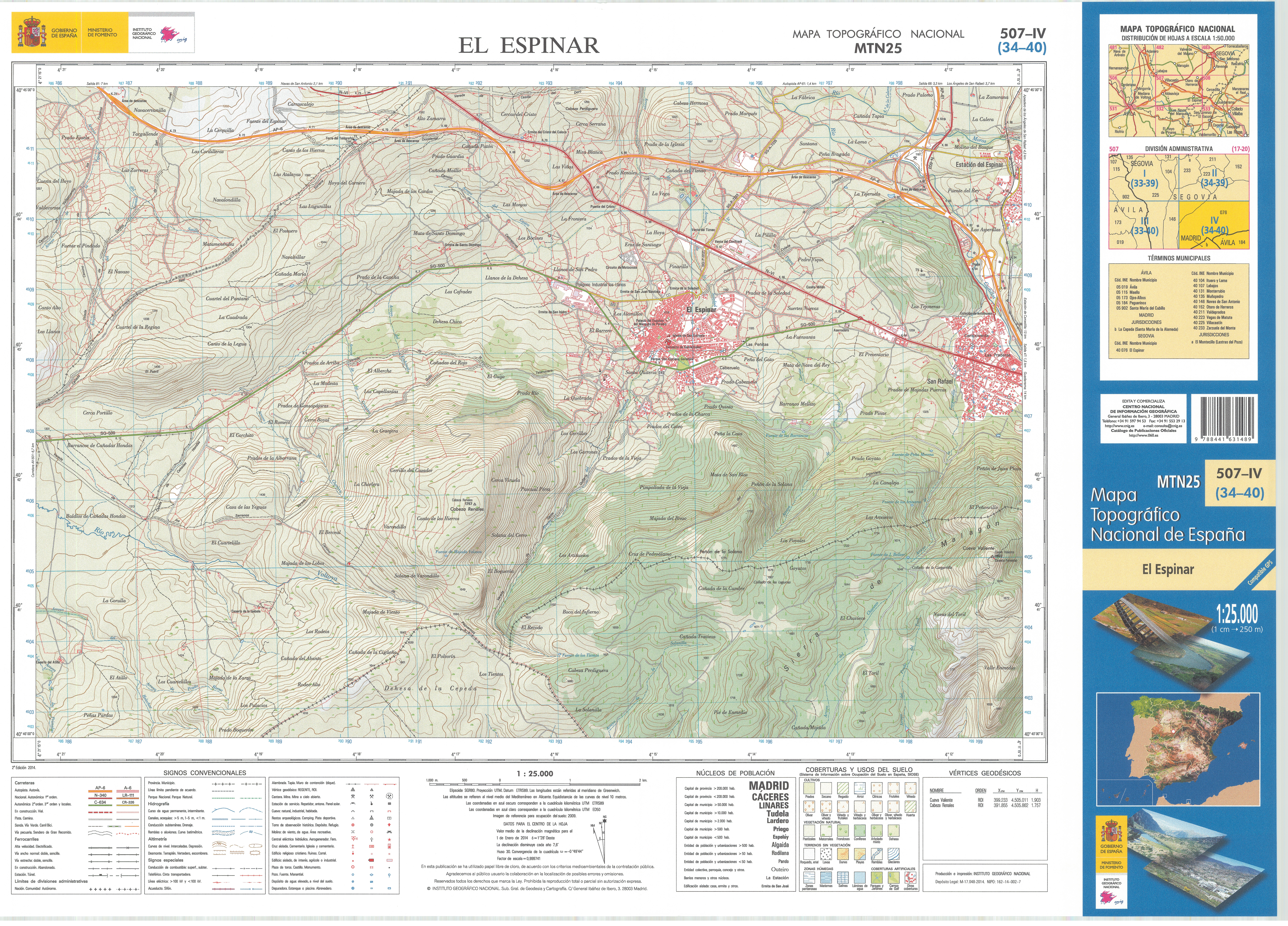
Fragmento 0507c4 del Mapa Topográfico Nacional de España del año 2014 en el que se representa la parte baja del curso de agua

Nace en El Baldío, junto al Cordel de la Campanilla, en el entorno de Gudillos, dentro del término del El Espinar.
Dejando atrás La Cerca Montosa y el monte de La Cotera de León, llega a la localidad de Gudillos donde atraviesa las vías de tren de la línea Segovia-Villalba, el Campamento Juvenil Alto del León y los tres viales de la Autopista del Noroeste donde la empresa concesionaria, Abertis, realizó una polémica desviación de su cauce para la construcción del Túnel de carretera de Guadarrama que la obligó después a rehabilitar el entorno, pese a mantener a la intemperie y a pocos metros plásticos y productos inflamables sin medidas de seguridad.
Sigue paralela a la AP-6 hasta su llegada a San Rafael, donde continúa circundante a la N-603 y la Autopista AP-61, cambiando de lado en más de una ocasión.
En las cercanías a La Estación de El Espinar bordea una antigua cantera y se desvía hacia la izquierda atravesando la SG-P-7223 para continuar unos metros más antes de confluir en el río Moros en las estribaciones de la localidad de Prados.

## En la cultura popular
Según la tradición oral, en el verano del 63, Cosme Berrueco de cuarenta años, apareció congelado después de irse a bañar en el río. En reconocimiento, la panda espinariega El Paraguas organiza cada 31 de diciembre a las 16:30 desde 1994 El Chapuzón del Resfriado, un baño en las gélidas aguas del río Gudillos a la altura de la Estación de San Rafael, donde se encuentra una poza de considerables dimensiones.